# أحمد الخاطر
أحمد الخاطر (بالإنجليزية: Ahmed Al-Khater)‏؛ مواليد 16 ديسمبر 1985 في السعودية، هو لاعب كرة قدم سعودي يلعب في نادي المحيط.

## مسيرة اللاعب
لعب سابقاً لأندية الترجي والرائد والحزم والكوكب وأبها والنهضة وهجر و عرعر و الجندل و المحيط.

## روابط خارجية
- أحمد الخاطر على موقع Soccerway.com (الإنجليزية)